# 台湾山地杜鹃
台湾山地杜鹃（学名：Rhododendron pachysanthum），为杜鹃花科杜鹃花属下的一个植物种。